# Gyrinus limbatus
Gyrinus limbatus är en skalbaggsart som beskrevs av Thomas Say 1823. Gyrinus limbatus ingår i släktet Gyrinus och familjen virvelbaggar. Inga underarter finns listade i Catalogue of Life.